# Johanna Zeul

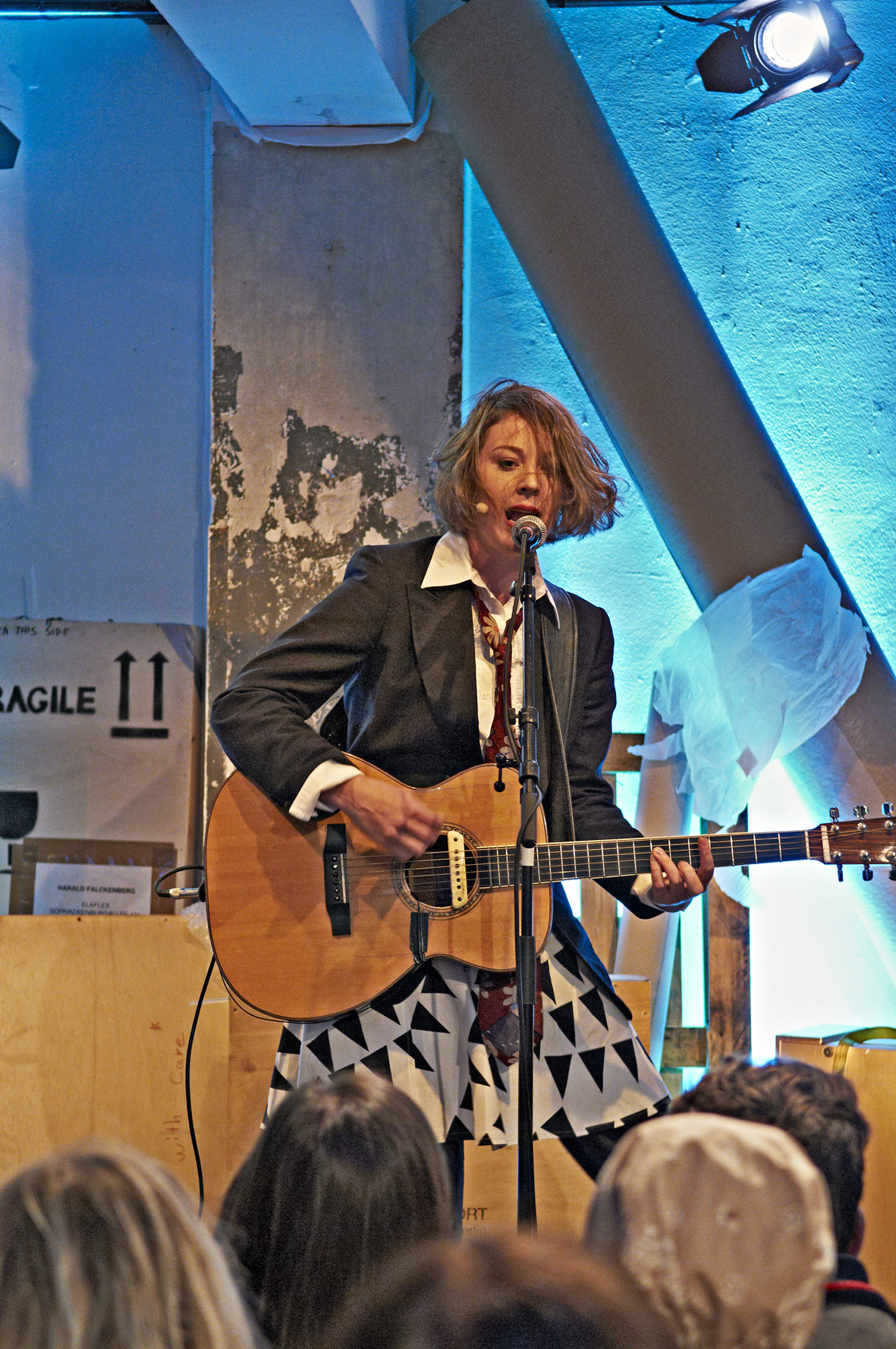
Johanna Zeul bei den Konspirativen KüchenKonzerten im August 2011

Johanna Zeul (* 2. Juni 1981 in Filderstadt) ist eine deutsche Sängerin und Liedermacherin.

## Leben
Zeul gibt seit 1996 Konzerte, seit 2001 auch mit der Band Rotagila, die im Jahr 2003 in Johanna Zeul Band umbenannt wurde.
Von 2003 bis Sommer 2006 studierte Johanna Zeul „Popmusikdesign“ an der Popakademie Baden-Württemberg. Sie komponierte die Musik für „Max und Moritz“ (ein Musiktheaterstück für Erwachsene), das am 6. Januar 2007 am Nationaltheater Mannheim Premiere hatte.
Im April 2008 gründete Johanna Zeul mit Martin Goldenbaum das Label Gold und Tier. Im Juni 2008 erschien Johanna Zeuls Debüt-Album Album No1 auf dem Label Gold und Tier. Das darauf enthaltene Lied Ich will was Neues belegte im März und April 2009 jeweils Platz 10 der Liederbestenliste.
Am 12. Februar 2012 nahm sie am Finale des Protestsongcontests im Wiener Rabenhoftheater teil und belegte dort mit ihrem Lied Ich will was Neues den 4. Platz. Als Vertreterin des Landes Sachsen-Anhalt nahm Johanna Zeul, die damals in Magdeburg wohnte, mit dem Song Sandmann am 28. September 2012 am Bundesvision Song Contest 2012 in Berlin teil und erreichte den 15. Platz.
Johanna Zeul lebt seit 2020 in Fischerhude bei Bremen und engagiert sich als Artist for Future.

## Familie
Johanna Zeul ist die Tochter des Liedermachers Thomas Felder. Mit ihrem Lebenspartner, dem Schauspieler Frank Benz, hat sie zwei 2011 und 2013 geborene Töchter.

## Auszeichnungen
- 2006: Rio Reiser Songpreis
- 2008: 1. Preis beim Jugend kulturell Förderpreis in der Sparte „Popmusik“
- 2008: 2. Preis beim Troubadour Chanson & Liedwettbewerb in Stuttgart
- 2010: Udo Lindenberg Panikpreis (Platz 3) der Udo-Lindenberg-Stiftung.

### Liederbestenliste
- 2009: Ich will was Neues: Platz 10 im März[5] und April[6]
- 2009: Förderpreis[7]
- 2019: Labyrinth: Empfehlung und Platz 15 im November[8][9]
- 2022: (mit Die Grenzgänger): Propaganda der Chansons (E. Pottier): Platz 2 im Februar[10] und März[11]
- 2022: Der Kapitän (C. Stählin): Platz 8 im September[12]
- 2022: Du und ich: Empfehlung im Oktober[13], Platz 2 im November[14]

## Diskografie
- 2008: Album Nr. 1 (Gold und Tier / Broken Silence)
- 2011: Johanna Zeul Live (Gold und Tier Records / Broken Silence)
- 2012: Sandmann (Single) (Gold und Tier Records / Broken Silence)
- 2019: Johanna Zeul (Gold und Tier / Songs United)
- 2019: Eisbär (Single)
- 2019: Labyrinth (Single)
- 2019: Reise zum Mond (Single)
- 2022: Feuer im Herzen (Album, CD in Broschüre)

### Gastauftritte
- 2019: Thomas Felder und Johanna Zeul: Katzensprung – 22 vorwiegend schwäbische Kinderlieder und Wortspiele (TF)
- 2021: Die Grenzgänger und Johanna Zeul: Propaganda der Chansons (von Eugène Pottier), auf: Die Lieder der Commune (Müller-Lüdenscheidt)
- 2022: mit Thomas Felder: Die Liebe der Wale und solo: Der Kapitän, auf: Christof Stählin – Nur Meine Lieder. Weggefährten und Liedgenossen singen Stählin (Buschfunk) Nr. 08422